# Kolon
Kólon (lat. colon) je del debelega črevesa med slepim črevesom in danko.
Pri človeku je kolon v obliki črke U. Ločimo naslednje odseke kolona:
- navzgornji (ascendentni) kolon (lat. colon ascendens),
- prečni (transverzni) kolon (lat. colon transversum),
- navzdolnji (descendentni) kolon (lat. colon descendens),
- esasto črevo (sigmoidni kolon, lat. colon sigmoideum).

Pri rastlinojedcih in nekaterih vsejedcih je kolon prilagojen na prebavo celuloze in je zato daljši in modificiran; na primer pri konjih ima obliko dvojnega U-ja.
Pri človeku in nekaterih drugih sesalcih (konji, prašiči, kunci, činčile ...) je vzdolžna mišičnina odebeljena v obliki treh trakov, imenovanih tenije. Med tenijami je črevo mehurjasto izbočeno v obliki mošnjic (havster).

## Bolezni kolona
- kolitis (vnetje kolona)
- rak debelega črevesa
- ulcerozni kolitis
- Crohnova bolezen
- zapeka